# Ендрю Браун Каннінгем
Ендрю Браун Каннінгем (англ. Andrew Browne Cunningham; 7 січня 1883 — 12 червня 1963) — британський воєначальник, флотоводець, адмірал флоту Королівського військово-морського флоту Великої Британії (1936—1945). Учасник Другої англо-бурської, Першої та Другої світових воєн. Народився в Дубліні, Ірландія. Навчався в Королівському британському морському коледжі в Дартмуті, після завершення якого служив на кораблях Королівського флоту. За часів Першої світової війни командував есмінцем, бився на Середземному морі. У часи військової інтервенції союзників у громадянську війну в Росії бився на Балтиці. У Другій світовій один з найвідоміших флотоводців британських ВМС, командувач Середземноморського флоту, успішно командував ним у змаганнях проти італійських та німецьких сил, переміг у низці ключових морських битв. На флоті був широко відомим за своїм прізвиськом «ABC». Перший морський лорд Британського адміралтейства (1943—1946), баронет (1945), 1-й віконт Каннінгем Гайндгоупський (1946). Лорд-розпорядник коронації Єлизавети II (з 1953). Помер у віці 80 років у Лондоні, Англія.

## Біографія

### Ранні роки

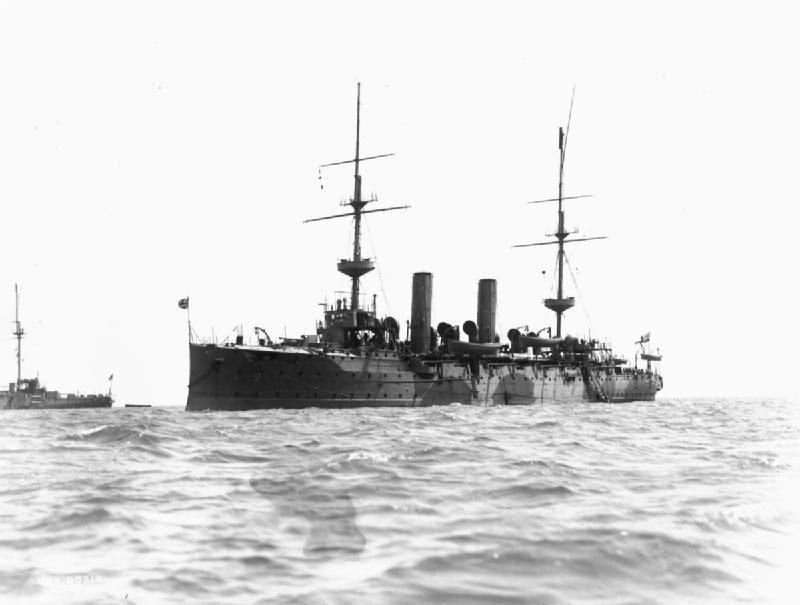
Бронепалубний крейсер «Доріс»

Ендрю Браун Каннінгем народився 7 січня 1883 року в південному районі міста Дублін, Ратмайнс. Він був третім з п'яти дітей у родині шотландського професора медицини та анатомії Деніеля Джона Каннінгема й Єлизавети Каммінг Браун. Молодший брат Ендрю — Алан Каннінгем — з часом став відомим генералом британської армії, героєм боїв у Північній Африці. Батько викладав анатомію в Триніті Коледж у Дубліні. Після отримання початкової освіти в школі хлопчик поступив до Единбурзької академії, де залишався під опікою дядьків Дадліс та Конні Мей.
Коли йому було 10 років, молодий хлопець отримав телеграму від свого батька із запитанням «чи не хочеш ти поступити на службу до флоту?». Дивно, але в родині Ендрю Каннінгема ніколи не було мореплавців, і сам він ніколи не демонстрував жвавого інтересу до військового флоту та моря загалом. Однак, він тут же надіслав відповідь: «Так, я буду адміралом!» Після цього молодий хлопець поступив до підготовчої морської школи у Стаббінгтоні в Гемпширі, яка готувала юнг для подальшого вступу до Королівського британського морського коледжу в Дартмуті. Е. Каннінгем успішно здав іспити, зокрема виявив відмінні знання в математиці.

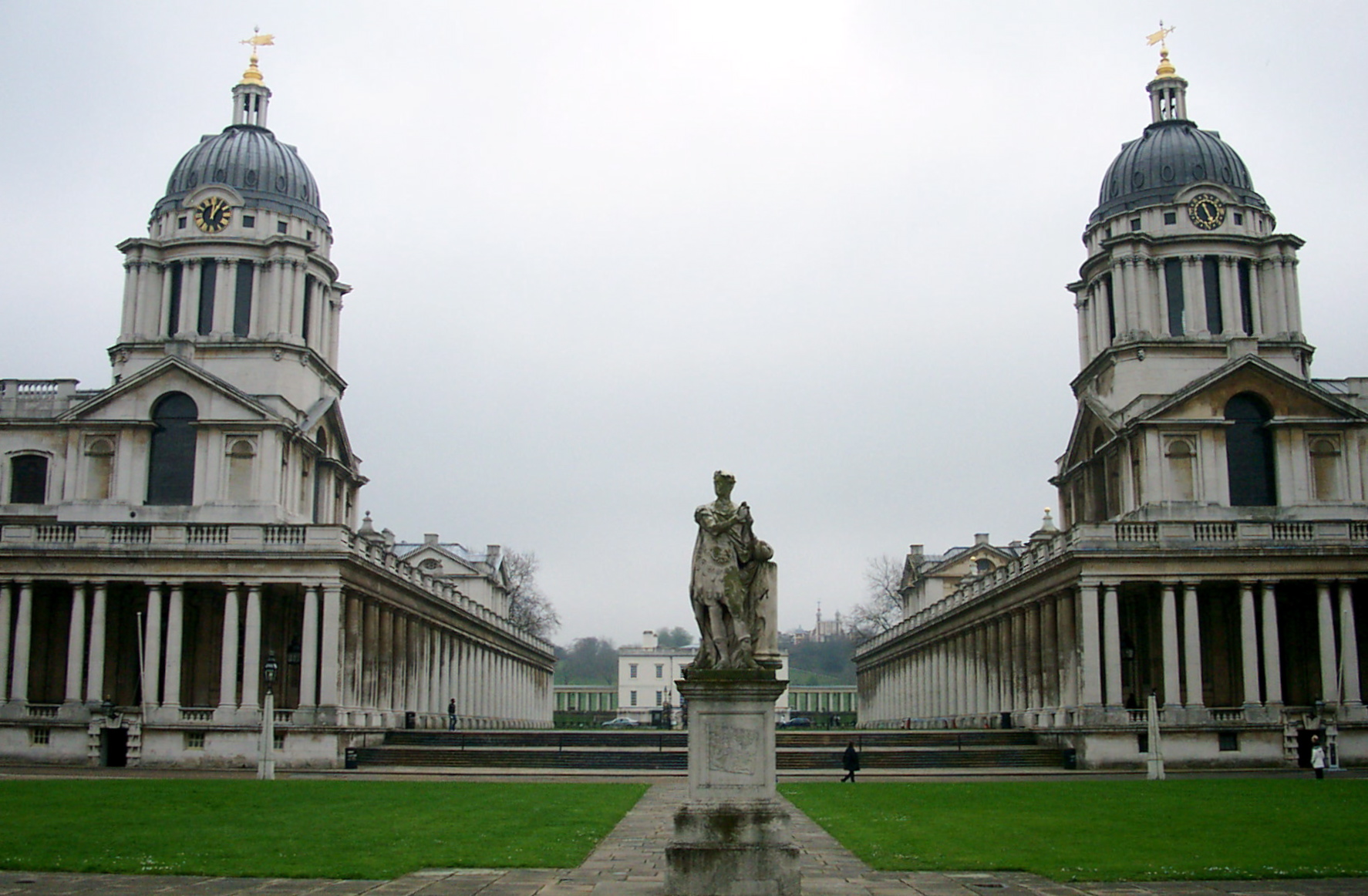
Королівський військово-морський коледж у Гринвічі, де навчався майбутній адмірал Ендрю Каннінгем

Військова кар'єра
- 15 січня 1897 — кадет ВМС
- 15 червня 1898 — мічман
- 7 січня 1902 — суб-лейтенант
- 31 березня 1904 — лейтенант
- 31 березня 1912 — лейтенант-командер
- 30 червня 1915 — командер
- 31 грудня 1919 — капітан
- 24 вересня 1932 — контрадмірал
- 22 липня 1936 — віцеадмірал
- 31 січня 1941 — адмірал
- 21 січня 1943 — адмірал флоту

### Початок служби
1897 році разом з 64 іншими кандидатами Ендрю Каннінгем був прийнятий як морський кадет на службу до навчального лінійного корабля «Британія». Одним з його однокурсників став Джеймс Сомервілль, також один з майбутніх адміралів флоту Британської імперії. Навчався Ендрю непогано, хоча не демонстрував неабиякої ретельності, мав багато зауважень за дрібні проступки, але успішно завершив повний курс навчальних дисциплін, здобувши перше місце за програмами математики й морської навігації і 15 червня 1898 року завершив навчання з одночасним отриманням звання мічман.

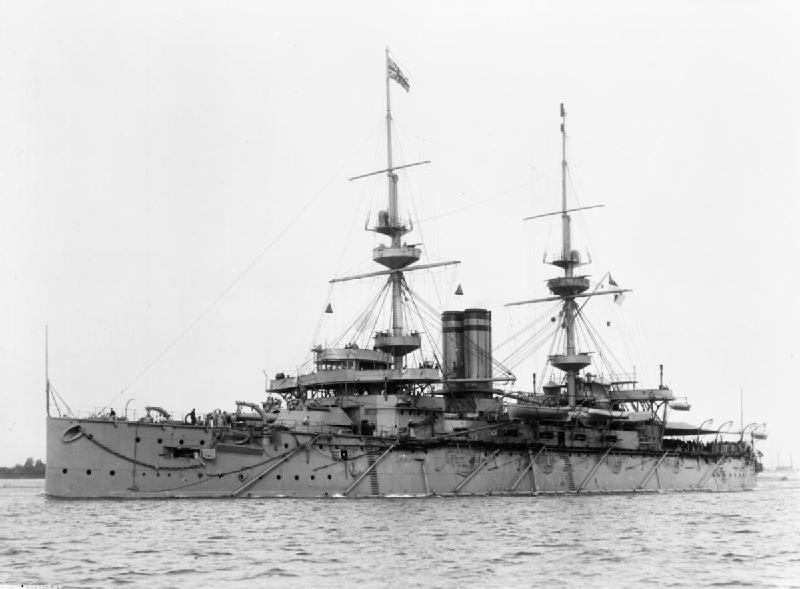
Додредноут «Ганнібал». 1904

Службу на флоті молодий офіцер розпочав корабельним гардемарином на бронепалубному крейсері «Доріс», який ніс службу на півдні Атлантики та базувався на станції мису Доброї Надії. Під час проходження служби на півдні Африки розпочалася друга війни з бурами, в якій молодий офіцер британського флоту довелося взяти безпосередню участь. З персоналу бойових кораблів британці сформували морську бригаду, яка брала активну участь у наземних боях з бурами. У лютому 1900 року Каннінгем був включений до цього підрозділу й бився в боях за Преторію та Даймонд-Гілл.
У грудні 1901 року він повернувся до надводних сил флоту й продовжив службу на додредноуті «Ганнібал». У листопаді 1902 Е.Каннінгем переведений на бронепалубний крейсер «Дайадем».
Пізніше він поступив на підготовчі курси саб-лейтенантів у Портсмуті та Гринвічі, після завершення яких служив півроку у Середземному морі на лінійному кораблі «Імплакабл». У вересні 1903 року Е.Каннінгем став першим помічником командира есмінця типу «B» «Локаст». 1904 він отримав звання лейтенанта та наступні чотири роки проходив службу на декількох бойових кораблях. Нарешті, у 1908 році Каннінгем здобув посаду командира корабля — міноносця No. 14.

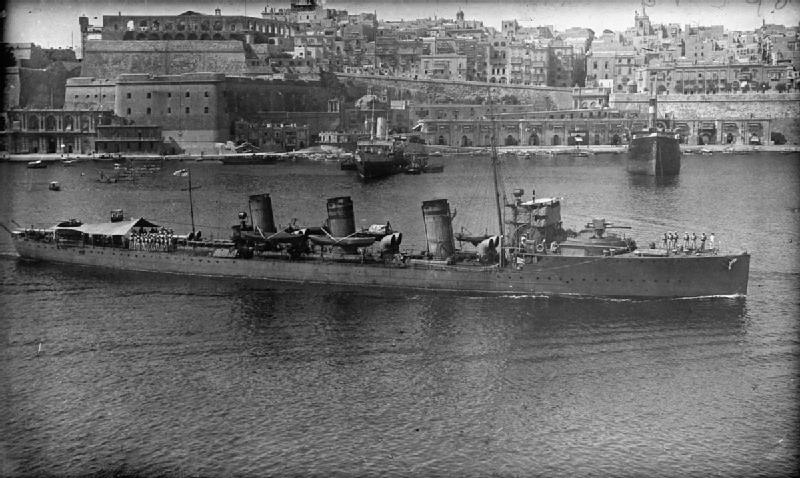
Ескадрений міноносець «Скорпіон» типу «Бігл» входить до бухти Мальти. 1915

### Перша світова війна
Першу світову війну лейтенант-командер Е. Каннінгем зустрів на посаді командира есмінця «Скорпіон» типу «Бігл», яким він командував з 1911 року, й пройшов всю війну, керуючи цим бойовим кораблем. Буквально в перші дні війни, «Скорпіон» залучався до пошуку німецьких крейсерів «Гебен» та «Бреслау», що проривалися до Чорного моря. Попри переслідуванню ескадри британського флоту під командуванням адмірала А. Мілна, німецьким лінійному «Гебен» та легкому «Бреслау» крейсерам вдалося пройти крізь Дарданелли та дістатися Стамбула. У цій гонці есмінець Е.Каннінгема був у передовій групі переслідувачів, супроводжуючи артилерійські кораблі та забезпечуючи протимінну безпеку корабельного угруповання. Безкровна «битва» британських та німецьких кораблів мала далекосяжні політичні та військові наслідки для усього Середземноморського та Чорноморського регіонів та ходу війни в цілому. У листопаді 1914 року Османська імперія приєдналась до Центральних держав і відразу підключилася до активної фази боїв на Європейському континенті, в Африці й в Азії. Як пізніше писав Вінстон Черчилль:
…більше вбивств, більше нещастя і більше руйнувань, ніж коли-небудь раніше було принесено по компасу кораблів"
Протягом 1914—1915 років «Скорпіон» виконував завдання в акваторії Середземного моря, у лютому 1915 року Е.Каннінгем зі своїм есмінцем залучався до підтримки висадки морського десанту на півострів Галліполі. За вмілі та рішучі дії в Дарданельській кампанії його підвищили у званні до командера та нагородили орденом «За видатні заслуги».
1916 рік пройшов у рутинному несенні служби в східному Середземномор'ї, ескортуванні конвоїв, що перевозили війська та вантажі, супроводі поодиноких суден у цій частині світу. Жодного разу конвої, які супроводжував Е.Каннінгем, не піддались атакам німецьких підводних човнів, як згодом писав сам офіцер: «Недоторканість моїх конвоїв можливо була наслідком чистого талану».
21 січня 1918 року командер Е.Каннінгем звільнився з посади командира есмінця, здобувши собі репутацію першокласного морського вовка. У квітні 1918 року за рекомендацією віцеадмірала Р. Кіза його призначили командувати есмінцем «Термагант» типу «Талісман», що діяв у Дуврському патрулі в Ла-Манші.

### Міжвоєнний час
У лютому 1919 року, вже після завершення воєнних дій на Середземному морі, командер Е.Каннінгем став командиром есмінця «Сіфайр» типу «S». Тогочасні Балтійські країни поринули в сум'яття громадянської війни: в Латвії до влади рвались комуністи, білогвардійці, різнорідні латиські націоналістичні рухи та партії, а також німці та поляки. За умовами Берестейського миру британський уряд визнавав Латвію незалежною державою, і тому для підтримання порядку відправив до цього регіону свою ескадру, до складу якої увійшов «Сіфайр». Під час цієї експедиції Е.Каннінгем довів свій високий професійний рівень офіцера флоту та продемонстрував відмінні дипломатичні якості. Неодноразово командиру доводилось діяти у небезпечних та складних умовах цього збройного конфлікту, часто він керував своїм кораблем в умовах туману або поблизу мінних полів, уникаючи конфліктних ситуацій з німцями, що також змагались за контроль над Балтикою. Пізніше адмірал В.Кован висловлювався, що
…командер Каннінгем раз за разом приймав бездоганні рішення, діяв проворно та сміливо й проявив себе, як Офіцер виключної мужності та непогрішимої рішучості.
За успішне виконання бойових завдань Е.Каннінгема нагородили другою відзнакою до ордена «За видатні заслуги». 1920 році він стає капітаном, а за два роки повернувся до Британії, де незабаром став командиром 6-ї флотилії есмінців. З 1923 командував 1-ю флотилією есмінців, а також військово-морськими базами. Наприкінці 1920-х офіцер закінчив курси перепідготовки старших офіцерів у Ширнессі та при Королівському коледжі оборонних наук.
У 1929 році Ендрю Браун Каннінгем одружився з Ноною Байтт (англ. Nona Byatt).
Через рік він став командиром лінійного корабля «Родні». На посаді командира лінкора Е. Каннінгем домігся, як завжди, блискучих успіхів і привернув увагу командувача флотом адмірала сера Е. Чатфілда, який досліджував можливість вести ескадрений бій вночі. Незважаючи на сумний досвід Ютландського бою, багато офіцерів, зокрема і заступник командувача Середземноморським флотом віцеадмірал сер Говард Келлі, не визнавали концепції ведення нічного бою. Зате для Е. Каннінгема нічний бій давно став другою натурою, оскільки есмінці повинні були атакувати саме після настання темряви, «щоб створити можливість для досягнення рішучих результатів в ході подальшої атаки лінійними кораблями». Пізніше він вміло використовував свій багатий досвід, до досконалості відточивши методи управління нічними діями флоту в ході маневрів у 30-х роках.
У вересні 1932 року Е.Каннінгем став флаг-офіцером та особистим ад'ютантом короля. У грудні 1933 року він отримав звання контрадмірала й продовжив службу на Середземному морі, інтенсивно займаючись бойовою підготовкою ввірених йому кораблів флоту. Флагманським кораблем у цей час у нього був легкий крейсер «Ковентрі». У липні 1936 року Е. Каннінгем підвищений у віцеадмірали, а за рік призначений на посаду командувача ескадри лінійних крейсерів, ставши другим морським воєначальником Середземноморського флоту. Флагманом його ескадри став лінійний крейсер «Худ». З вересня 1938 року Е. Каннінгема призначили на посаду заступника начальника штабу Королівського ВМФ, хоча процедура офіційного призначення тривала аж до грудня 1939 року. Не виявляючи великого задоволення від штабної роботи на березі в штабі, однак, адмірал чесно виконував свої обов'язки. Більш того, коли перший морський лорд адмірал сер Р.Бекхауз протягом 6 місяців хворів, Е.Каннінгем добросовісно виконував його службові обов'язки та завоював велику шану та повагу з боку Адміральської ради флоту. 1939 році за бездоганну військову службу віцеадмірал Е.Каннінгем удостоєний звання лицар-командор ордену Лазні, з цього часу до нього звертались сер Ендрю Каннінгем.

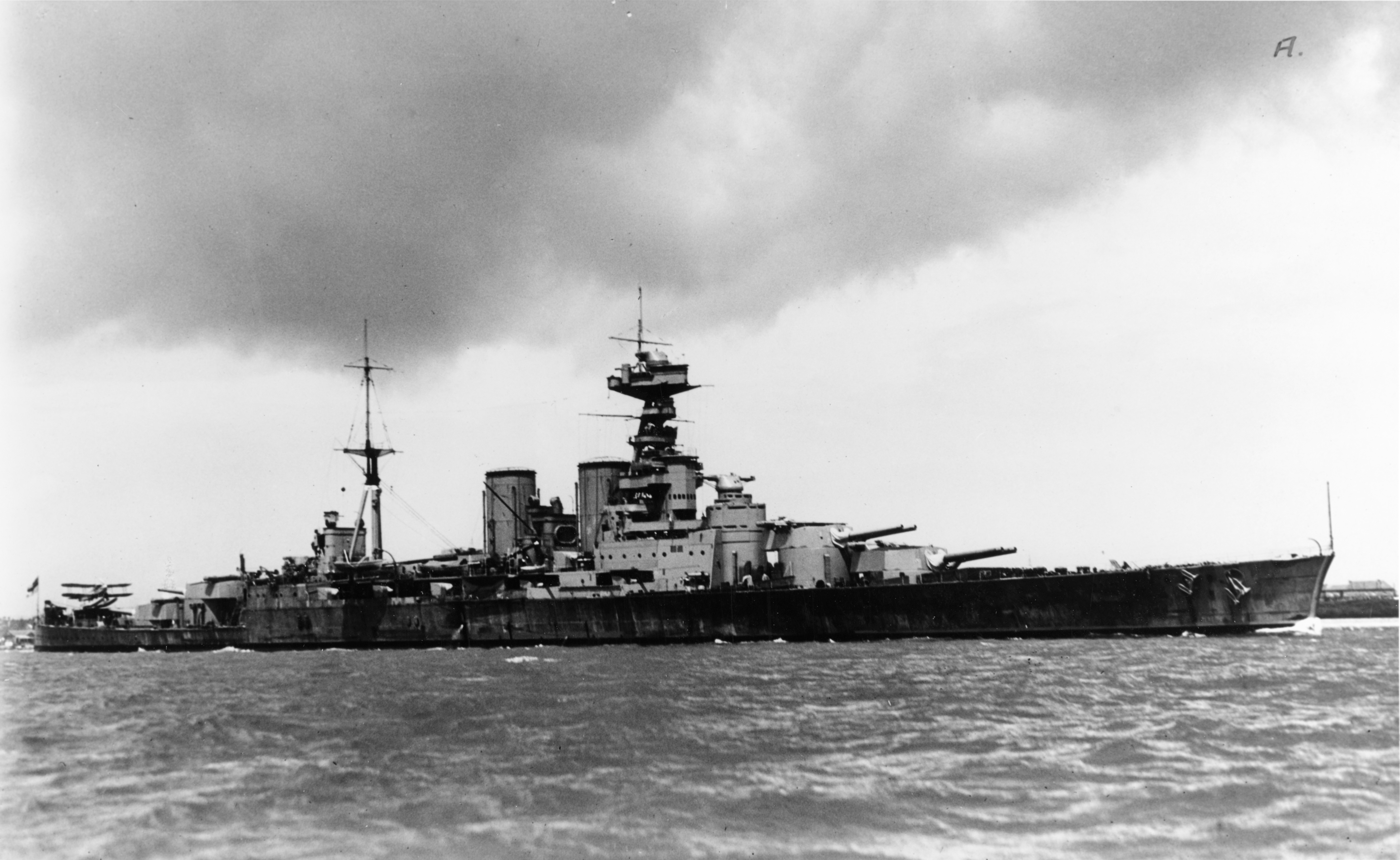
Лінійний крейсер «Худ» флагман ескадри лінійних крейсерів

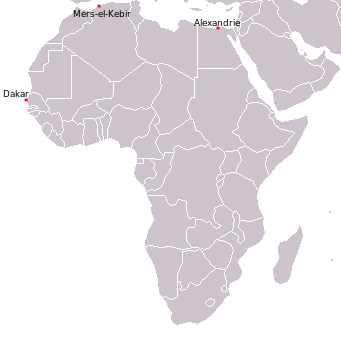
Базування французьких ВМС напередодні операції «Катапульта»

### Друга світова війна

#### 1939—1940
1 червня 1939 року, за три місяці до початку війни в Європі, адмірал Ендрю Каннінгем був призначений командувачем Середземноморського флоту Великої Британії, який до початку Другої світової війни за умовами англо-єгипетського договору базувався в Александрії. 6 червня 1939 року, після зміни на цій посаді адмірала Д.Паунда, новий командувач підняв свій прапор на лінійному кораблі «Ворспайт».
24 червня 1940 року, після розгрому та капітуляції Франції, морський міністр французький адмірал флоту Ф. Дарлан дав слово честі британському першому морському лорду серу Д.Паунду, що не дозволить, щоб французькі кораблі були захоплені німцями. Однак, Лондон не виключав загрози переходу четвертого за міццю флоту світу на бік країн Осі.
Е. Каннінгем вступив у переговори з командувачем французької ескадри X віцеадміралом Р.-Е. Годфруа. Обидва керівника, чиї сили базувалися в Александрії, обговорили свої подальші дії щодо демілітаризації та інтернування особового складу французької ескадри через ту обстановку, що склалася після розгрому Французької республіки. Завдяки дружнім стосункам адміралів кризи та великих жертв удалось уникнути. За наказом В. Черчилля, Е. Каннінгем мав за будь-яку ціну не допустити, щоб французькі бойові кораблі потрапили в руки нацистів. На фоні ситуації, що сталась у Мерс-ель-Кебір, французька ескадра з одного лінкора, чотирьох крейсерів, трьох есмінців та одного підводного човна, не чинила опір і 3 липня, коли британські бойові кораблі оточили її в бухті Александрії, була інтернована в мирний спосіб, без втрат з обох сторін.
У результаті угоди французи зберегли контроль над кораблями, але були змушені передати британцям паливо, замки корабельних гармат і боєголовки торпед. Крім цього, частина французьких екіпажів повинна була зійти на берег. Втративши паливо і частку екіпажів, фактично роззброєні, французькі кораблі більше не становили загрози британському флоту. Ця угода дозволила уникнути зіткнення між британською та французькою ескадрами і зберегти від знищення французькі кораблі, які в липні 1943 року приєдналася до сил Вільної Франції і відновити боротьбу зі спільним ворогом.
Коли загроза з боку французького флоту була нейтралізована, Е. Каннінгем зосередився на боротьбі з італійським флотом, і тих ризиках, що створювали небезпеку операціям британських наземних сил у Північній Африці. Мальту, основну базу британського флоту на Середземномор'ї, довелося залишити, як занадто вразливу для атак італійської авіації. Італійський флот значно перевищував сили адмірала Е.Каннінгема, які після поразки Парижа у війні, позбавилися потужного союзника. Існувала реальна загроза вторгнення італійців з Лівії до Єгипту й захоплення ними Александрії. Однак коли перший морський лорд Д. Паунд поцікавився можливістю виведення флоту із Середземного моря, адмірал висловив надію, що таке рішення ніколи не буде ухвалене. Стан Середземноморського флоту полегшувало з'єднання «Н» адмірала Дж. Сомервілля, що базувалося в Гібралтарі. Це формування Королівського флоту було спеціально створене для дії на різних напрямках, воно було спроможно за кілька годин вирушити до центра Середземного моря й підтримати сили Е. Каннінгема.

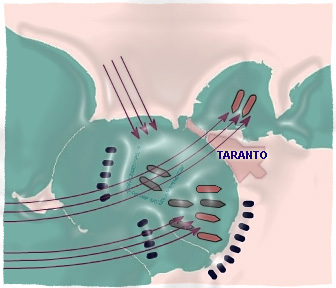
Схема нападу на Таранто. 11 — 12 листопада 1940

З початку конфлікту в акваторії Середземномор'я перші сутички між бойовими кораблями закінчувались, як правило, перемогою британців, але міць Королівського італійського флоту не варто було недооцінювати. Головні ударні угруповання італійських ВМС в основному зосереджувались у великих морських портах та базах, проте, потенційно вони були дуже небезпечні для англійських транспортних конвоїв та кораблів.
7 липня 1940 року адмірал Е. Каннінгем з усім флотом вийшов з Александрії в похід, підійшовши практично до самісіньких берегів Італії. Головним завданням його угруповання було прикриття 2 конвоїв, котрі доставляли необхідні вантажі з Мальти до Александрії. Численні атаки італійської авіації наразилися на добре організовану протиповітряну оборону британців і майже не завдали шкоди кораблям. Е. Каннінгем знав, що в цей час потужна італійська ескадра прикриває конвой до Бенгазі, й, щоб відрізати противнику шляхи відходу до їхньої головної ВМБ у Таранто, зайняв вигідну позицію.
9 липня 1940 року, в 30 милях на південний схід від мису Пунта Стіло, «пальця ноги» Італії (Калабрія), стався один з масштабніших морських боїв Другої світової. У бою біля Калабрії італійські кораблі отримали пошкодження, і користуючись перевагою у швидкості, відступили з поля битви. Адмірал Е. Каннінгем переслідував противника, а потім повернувся в Александрію, забезпечивши рух конвоїв. Цей бій остаточно визначив перевагу британського флоту на Середземному морі. Варто відзначити, що в цьому бою британський лінкор «Воспайт» уразив «Джуліо Чезаре» з відстані майже 13 миль, фактично рекорд для корабельної артилерії.
19 липня флот союзників ще раз довів свою міць у бою біля мису Спада, коли австралійський крейсер «Сідней» з 5-ма есмінцями завдали поразки двом італійським крейсерам, потопивши один з них, «Бартоломео Коллеоні».
На початку листопада 1940 року в гавані Таранто італійці зосередили основний кістяк своїх бойових кораблів, зокрема 6 лінійних кораблів (5 з яких прибули на відновлення після боїв), семи важких та двох легких крейсерів та восьми есмінців. Британське адміралтейство відразу привернуло увагу Каннінгема на рідку вдачу та можливість провести зухвалий рейд з метою знищення або виведення з ладу цих кораблів. Так зародився план операції «Джадмент» — несподіваний рейд британської авіаносної групи на італійський порт Таранто. Для посилення ударного угруповання до авіаносця «Ігл» Каннінгему додали новітній авіаносець «Іластріас» під командуванням адмірала Ламлі Лістера.

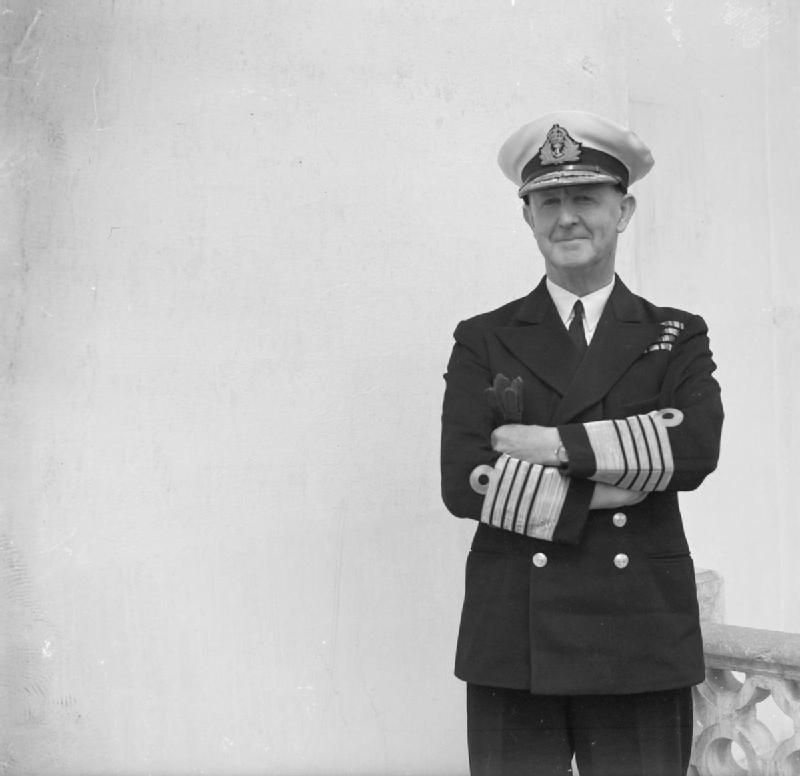
Адмірал Ендрю Каннінгем на борту крейсера «Сіріус»

11 листопада о 21:00 перша хвиля торпедоносців «Сордфіш» з авіаносця «Іластріас» завдала удару по італійських бойових кораблях, що стояли на якірній стоянці в бухті Таранто. За годину друга хвиля атакувала вдруге. Зухвалий наліт завершився повним успіхом англійців, в одну ніч італійський флот втратив половину свого бойового потенціалу: один італійський лінкор («Конте ді Кавур») був потоплений, а два інших були серйозно пошкоджені. Дотримання італійськими адміралами доктринального принципу «флот у наявності» зіграло з ними лихий жарт, їхня спроможність протистояти британському флоту різко знизилась. Адмірал Е. Каннінгем пізніше писав:
Таранто, в ніч з 11 на 12 листопада 1940, потрібно пам'ятати раз і назавжди, що Повітряні сили флоту мають найнищівнішу зброю".

Британський авіаносець «Арк Роял» під час битви біля мису Спартівенто під бомбардуванням італійської авіації. Фото з борту легкого крейсера «Шеффілд». 27 листопада 1940

Успіх британців був ретельнішим чином вивчений по той бік земної кулі, японські адмірали найприскіпливіше проаналізували усі аспекти атаки палубної авіації на капітальні кораблі, що стоять на якорі, та заклали свої висновки в підготовку у грудні 1941 року нападу на Перл-Гарбор.
27 листопада 1940 року між потужними силами італійського флоту адмірала І. Кампіоні та британським Середземноморським флотом сталася чергова битва. Італійські сили, вийшли з Неаполя й Мессіни в напрямку мису Спартівенто (Сардинія), із завданням перехопити і знищити британський конвой, що прямував до Мальти. Незважаючи на деяку перевагу в силах на початок битви, італійці не наважилися нею скористатися та атакувати активно. Сили довго вишукували кращі позиції для себе та слабкі сторони в побудові противника, доки між основними ударними угрупованнями крейсерів не розпочався вогневий бій на великій відстані. Загалом морський бій тривав 54 хвилини, і обидва флоти, не досягши успіхів у швидкоплинному вогневому контакті між бойовими кораблями, відступили з поля битви.
Таким чином, італійцям не вдалося досягти мети й встановити своє панування на морі. Вони втрачали все більше підводних човнів від ударів морських і повітряних сил британців, втратили також 82 судна водотоннажністю близько 190 тисяч тонн. Як наслідок, до кінця 1940 року британський флот безумовно панував на Середземному морі. Щоб допомогти союзникові, А.Гітлер наказав перевести на Сицилію 150 пікіруючих бомбардувальників для атаки британських кораблів, особливо тих, що базувалися в Александрії, та рушили в протоках між Сицилією і Африкою. Це переломило ситуацію у війні на Середземному морі.

#### 1941
12 листопада 1940 року Верховне командування Вермахту видало директиву No. 18, за якою на січень планувалось масштабне вторгнення німецьких військ до Греції та Гібралтару. Однак, у грудні 1940 німецькі амбіції щодо військової операції проти британського флоту в Гібралтарі наштовхнулись на опір з боку іспанського каудильйо генерала Ф.Франко й німцям довелося коригувати свої плани.

А.Гітлер віддав наказ зупинити перевезення британських експедиційних військ до Греції, а єдиною силою, що могла це вчинити, був італійський Королівський флот. Е. Каннінгем писав:
Я особисто вважав, що італійці вряд-чи спробують зробити що-небудь. Я заклався зі своїм начальником оперативного управління адміралом М. Пауером на 10 шилінгів, що ніяких дій з боку противника ми не побачимо.
Проте, під тиском Німеччини, італійський флот спланував напад на британський флот на 28 березня 1941 року. Італійський командувач флотом віцеадмірал А. Якіно мав намір здійснити раптову атаку британської крейсерської ескадри (командувач віцеадмірал сер Г. Прідгам-Вайпелль) та розгромити її. Завдяки радіоперехопленням італійських повідомлень Центром урядового зв'язку в Блечлі-Парк, командувач Середземноморського флоту мав інформацію про задуми супротивника, але не знав достеменно, де і як італійці планують атакувати. Для того, щоб ввести їхню розвідку в оману, адмірал Е. Каннінгем демонстративно був присутній на грі в гольф та вечірньої паті, де був присутній японський консул, а після заходу сонця швидко прибув на флагманський корабель «Ворспайт», який відразу відчалив з Александрійського рейду.
27 — 29 березня 1941 року неподалік від грецького Пелопоннеса відбулася ще одна битва між італійським та британськими силами. Італійська ескадра А. Якіно мала у своєму складі новітній лінкор «Вітторіо Венето», 8 крейсерів і 13 есмінців. Прикриття ескадри з повітря здійснювали німецька та італійська винищувальна авіація берегового базування.
Британсько-австралійська ескадра (3 лінкори, 4 крейсери, 1 авіаносець і 13 есмінців) значно перевершувала за бойовими можливостями італійську ескадру. Британські кораблі були оснащені радіолокаційними станціями, що давало їм перевагу у виявленні супротивника і веденні бою в нічних умовах.

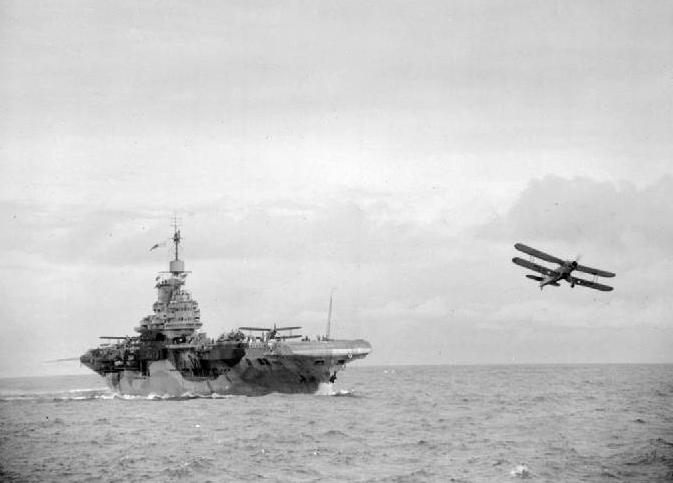
Британський торпедоносець «Альбакор» на зльоті з авіаносця «Формідабл»

Вранці 28 березня передові крейсерські загони сторін зав'язали артилерійський бій. Британські торпедоносці «Альбакор» з авіаносця «Формідабл» та літаки наземного базування неодноразово атакувала італійські бойові кораблі. Під час однієї з таких атак дістав важкі ушкодження флагманський корабель італійської ескадри — лінкор «Вітторіо Венето».
Після цього А.Якіно віддав наказ італійській ескадрі розпочати відхід до своїх баз, розуміючи, що його кораблі без прикриття з повітря перетворилися на надто уразливі цілі. Проте, британці не зупинилися й продовжили переслідування. Невпинні атаки авіації призвели до серйозного пошкодження італійського крейсера «Пола», на допомогу якому були вислані 2 крейсери і 2 есмінці. Неподалік від мису Матапан цей загін вночі несподівано наразився на головні сили англійської ескадри. Британські лінкори, скориставшись радіолокаторами, наблизилися до важкого крейсера «Пола». Під час зближення вони виявили загін супротивника і з короткої дистанції 3,5 км відкрили з гармат головного калібру вогонь впритул. Бій завершили британські есмінці. В результаті були потоплені усі 5 італійських кораблів.
Результати бою у Матапана істотно вплинули на перебіг воєнних дій у Північній Африці. Завдавши поразки італійському флоту, британський Середземноморський флот зміг забезпечити безпеку своїм морським комунікаціям та активізувати дії щодо зриву німецько-італійських перевезень до Африки. Вирішальну роль у здобутті перемоги відіграли англійська авіаносна авіація і застосування нового засобу виявлення — радіолокаторів.
Поразка в Таранто та нищівний розгром біля мису Матапан мали катастрофічні наслідки для морального духу особового складу італійського флоту. Втрата 5 кораблів і 2400 італійських моряків у порівнянні із загибеллю трьох британських льотчиків — екіпажу одного торпедоносця з авіаносця «Іластріас» — ціна, яку італійський флот не міг перенести. Е.Каннінгем хоча і програв свій спір, усе ж здобув одну з найяскравіших перемог в історії британського флоту.

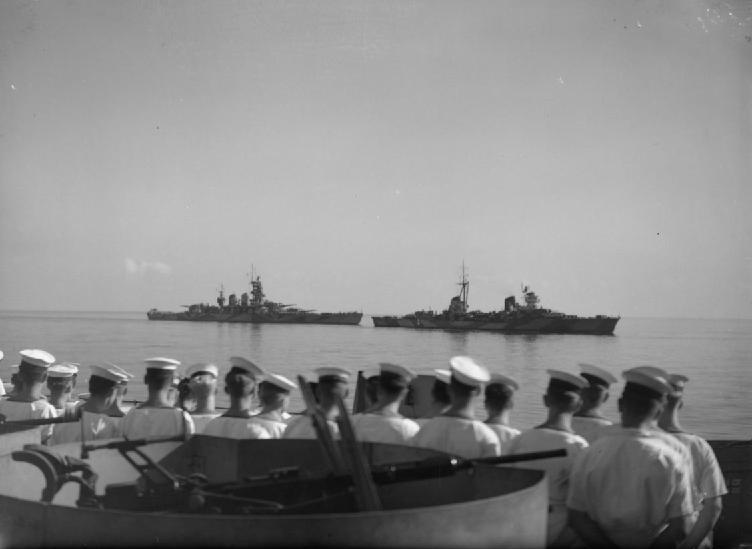
Британські моряки на борту лінійного корабля «Ворспайт» спостерігають за прибуттям італійських лінійних кораблів типу «Літторіо», що капітулювали, на Мальту. Вересень 1943

Тим часом, ситуація в Північній Африці розвивалась вочевидь не на користь британців. Наступ німецького корпусу «Африка» генерала Е. Роммеля спонукав британські війська квапливо відступати аж до кордонів Єгипту. Щоб затримати просування танкових з'єднань німецько-італійського угруповання, яке дуже залежало від постачання з континенту, британському флоту конче необхідно було перерізати морські комунікації противника в Середземному морі. 16 квітня 4 британських есмінці з Мальти винищили італійський конвой (3 есмінці, 5 торгових суден). Е. Каннінгем ще раз запевнився, що ворожі судна ліпше всього знищувати у відкритому море, а не підставлятися під потужні засоби берегової оборони противника.
Водночас, В. Черчилль особисто вимагав ізолювати Триполі та навіть використати лінкор «Барем» як брандер. Е. Каннінгем обмежився тим, що вивів у море весь флот і 21 квітня обстріляв Триполі, але суттєвого збитку противникові не завдав (був потоплений один транспорт). Щоб створити значну загрозу ворожим конвоям, британці підсилили оборону Мальти та перевели на острів легкий крейсер «Дідо» і з ним 6 есмінців для дій на прибережних комунікаціях. Успішно діяли підводні човни, один з яких, «Апхолдер» 24 травня потопив лайнер «Конте Россо» (17 897 GRT).
6 квітня 1941 року німецькі війська вторглися до Греції. Вже за два тижні евакуація британських військ стала нагальною необхідністю. Через вибух транспорту з боєприпасами в день вторгнення був зруйнований порт Пірей. Довелося користуватися малими гаванями і тільки в темний час доби, щоб уникнути атак німецької авіації. Для евакуації союзних військ з континенту Е. Каннінгем використовував усі доступні кораблі, крім з'єднання на Мальті. Вдалося вивезти 51 тисячу осіб. Після втрати Греції у важкому становищі опинився Крит. Британський адмірал мав намір протистояти німцям та відбити спробу вторгнення. Крейсери і есмінці постійно патрулювали на північ від острова, для їхньої підтримки в море знаходилися важкі кораблі. Але, панування німецької авіації в повітрі не дозволило союзникам використати базу в бухті Суда для доставки підкріплень.
20 травня 1941 року після бомбардування розпочалася висадка німецького повітряного десанту на Крит. Отже, спроба висадити десант з моря не вдалася, бо 21—22 травня британці винищили в морі конвой з морським десантом. Але, підтримуючи свої війська та згодом і проводячи евакуацію сил з острова, Середземноморський флот зазнав великих втрат від ударів німецької авіації. Уцілілі кораблі, майже витративши боєприпаси і паливо, ледве повернулися до Александрії. Загалом, з 30 тисяч союзників, що були на острові до початку німецького вторгнення, евакуювали 18 тисяч. Три крейсери та 6 есмінців були знищені. Ще 15 бойових кораблів дістали пошкоджень. Важкий крейсер «Йорк» у бухті Суда підірвали італійські бойові плавці 10-ї флотилії MAS на моторних човнах типу «MT», і він вже ніколи не повернувся до строю.

На 1 червня сили британського флоту у східному Середземномор'ї обмежувалися лише двома лінійними кораблями та трьома крейсерами проти чотирьох лінкорів і 11 крейсерів італійського флоту. У донесенні Е. Каннінгем відзначав героїчні дії змучених екіпажів і писав:
Але те, що вони витримали, є найкращим показником їхніх заслуг.
Мальту могла спіткати доля Криту.

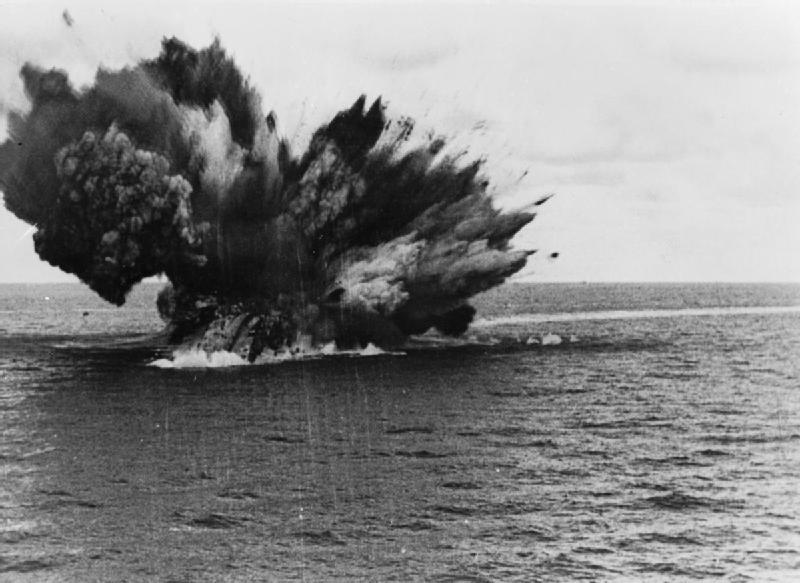
Вибух лінійного корабля «Барем». 25 листопада 1941

Незабаром німецька авіація була перекинута за планом підготовки вторгнення в СРСР на Східний фронт, а італійці не наважилися завадити британському флоту проводити конвої на Мальту і в Александрію своїми силами. Авіаносці продовжили постачання винищувачів, які зміцнили оборону острова. Згодом, союзні літаки і підводні човни усе успішніше та результативніше діяли на італійських комунікаціях.
Раптом ситуація погіршилася. З вересня й до кінця року через Гібралтар пройшли на Середземне море 26 німецьких підводних човнів. Однією з перших їхніх жертв став «Арк Роял»; U-81 капітан-лейтенанта Ф. Гуггенбергера торпедував авіаносець, який затонув під час доставки літаків на Мальту. 25 листопада німецький підводний човен U-331 північніше Сіді-Баррані потопив лінкор «Барем», були потоплені або пошкоджені інші кораблі.

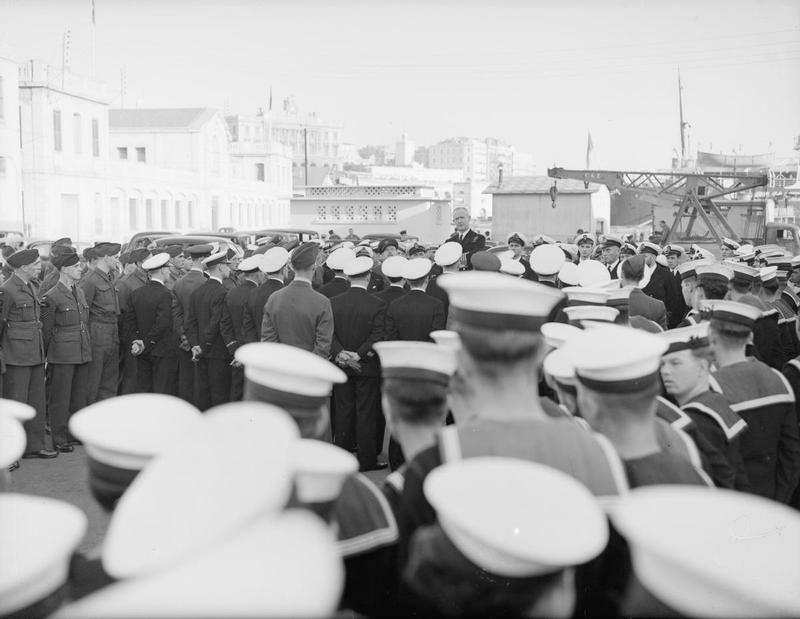
Адмірал Е.Каннінгем виступає перед учасниками висадки в Північній Африці. 23 грудня 1942

19 грудня 1941 року італійські бойові плавці під командуванням капітан-лейтенанта Л. де ла Пенне підірвали в гавані Александрії обидва англійські лінкори. Незабаром на Сицилію повернулись німецькі бомбардувальники. Всі ці проблеми, а також вступ у війну Японії, знову поставили на порядок денний питання про відхід британців зі східного басейну Середземного моря.

#### 1942
1942 рік почався для британського Середземноморського флоту у надзвичайно складній обстановці, однак його командувач адмірал Е. Каннінгем продовжував виконувати свій обов'язок, незважаючи на труднощі. Його основними завданнями стали доставка постачання для Мальти і сил Західної пустелі й порушення ворожих комунікацій з Африкою. Але адміралу бракувало сил для вирішення всіх завдань одночасно.

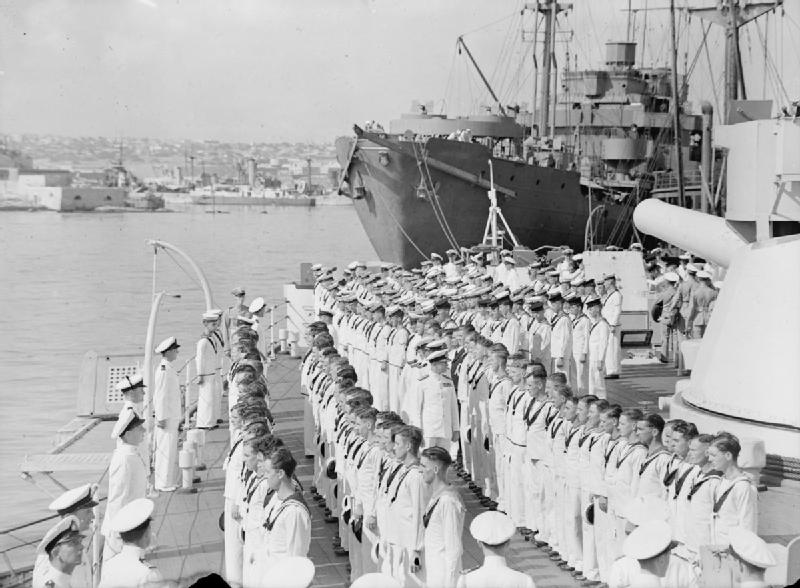
Адмірал Е. Каннінгем на борту лінійного корабля «Ворспайт» у бухті Мальти. 1943

У січні італійський флот провів в Африку 2 конвої, і Е. Роммель отримав можливість перейти в наступ, відтісняючи британські війська до кордону Єгипту. Втрата аеродромів в Киренаїці ускладнила забезпечення доставки конвоїв на Мальту. Італійці провели під прикриттям лінкорів конвой до Триполі. Е. Каннінгему не було з чим вийти в море, як то бувало раніше. У березні адмірал все ж вирішив перешкодити ворогові доставити підкріплення в Африку і послав 3 легких крейсери і 10 есмінців контрадмірала Ф. Віана, але південніше острова Крит флагманський крейсер «Найад» потопив підводний човен U-565, інші кораблі піддалися атаці авіації, а британські Повітряні сили не змогли перешкодити руху конвою.
1 квітня 1942 року Ендрю Каннінгем спустив прапор командувача флотом на Середземному морі і вирушив до Англії. Йому після майже трьох років боїв належало очолити військово-морську місію до США. Адмірал у Вашингтоні був присутній на нарадах начальників штабів з планування бойових дій. Потім його призначили заступником Д. Ейзенхауера в проведенні операції «Торч». План операції передбачав висадку англійських військ в Алжирі і Орані (Середземне море) і американських — у Касабланці, на узбережжі Марокко. Е. Каннінгем зі своїм штабом розташувався всередині скелі Гібралтару.
Завдяки організаторській діяльності його штабу висадка союзників пройшла успішно, а переговори Д. Ейзенхауера і Е. Каннінгема з адміралом Ф. Дарланом дозволили припинити опір вішістського війська.

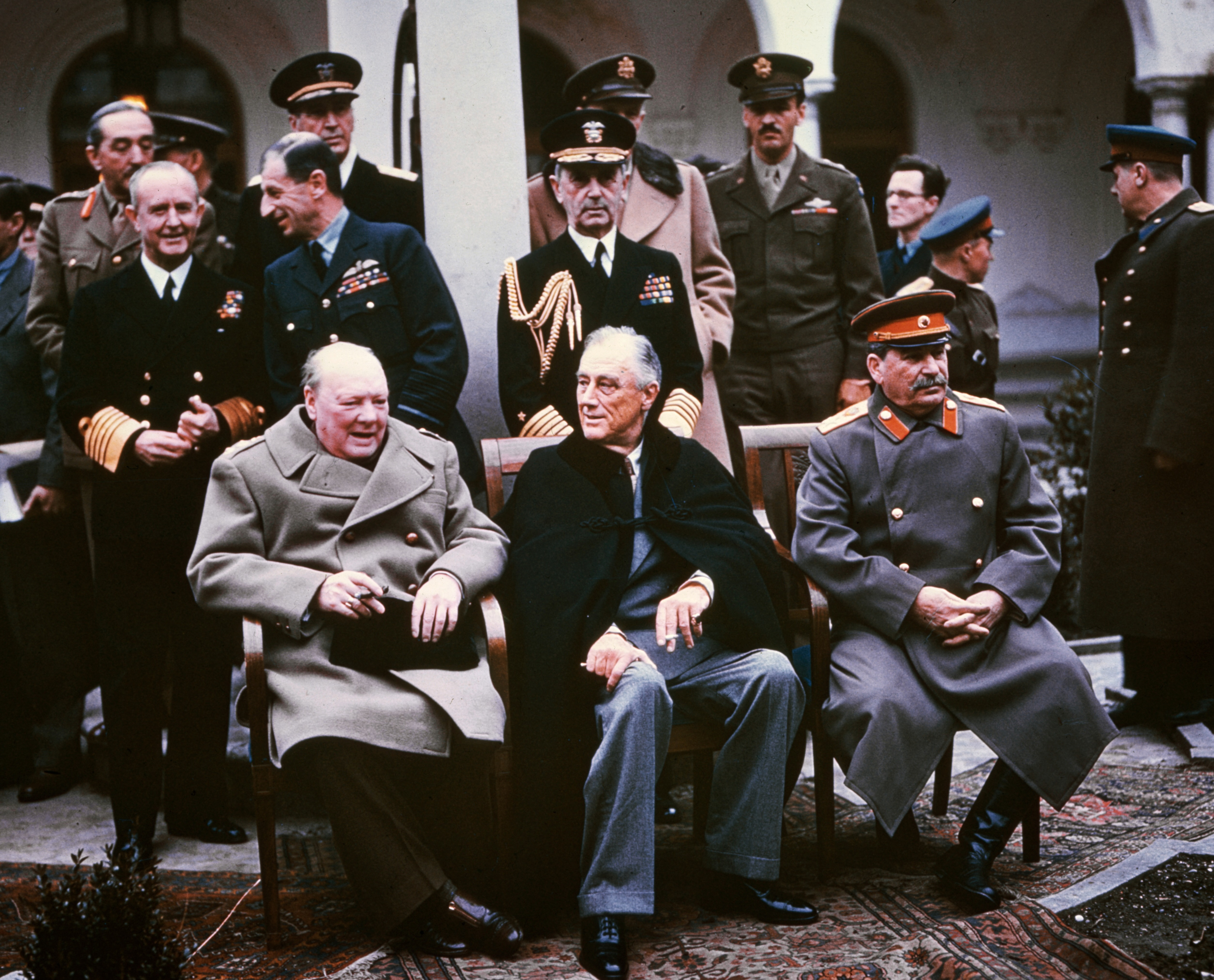
Адмірал флоту Е. Каннінгем на Ялтинській конференції стоїть позаду В. Черчилля, Ф. Рузвельта та Й. Сталіна. Лютий 1945

#### 1943
21 січня 1943 року Ендрю Браун Каннінгем за бездоганну службу у Королівському флоті Його Величності удостоєний вищого військово-морського звання адмірал флоту.
20 лютого 1943 року адмірала Е.Каннінгема знову призначили командувачем Середземноморського флоту. Підтримуючи наступ 8-ї армії в Тунісі, його крейсери і есмінці у взаємодії з повітряними силами не допускали ворожі підкріплення в Африку. Коли ж британські війська 7 травня оволоділи Тунісом і Бізертою, адмірал віддав наказ: «Топити, палити, нищити. Не випускати нікого».
7 квітня 1943 року Об'єднаний комітет начальників штабів затвердив задум висадки в Сицилії 8-ї британської та 7-ї американської армій, які підтримували кораблі відповідних флотів; загальне командування на морі здійснював адмірал Е. Каннінгем. За його пропозицією попередньо було опановано острівець Пантеллерія. Операція «Хаскі» була призначена на 10 липня. 20 травня адмірал Е. Каннінгем познайомив з планом операції підлеглих йому британських і американських морських командирів. В операції взяли участь 2 590 військових кораблів і десантних суден. Під час переходу до районів висадки морського десанту все британські й американські кораблі перебували під командуванням Каннінгема, а потім переходили у підпорядкування командирів десантних з'єднань і частин.

Прем'єр-міністр Великої Британії В. Черчилль зі своїми начальниками штабів на Даунінг-стріт, 10. Сидять, зліва направо: маршал Королівських ПС Ч. Портал, фельдмаршал А. Брук, В.Черчилль, адмірал флоту Е. Каннінгем; стоять: генерал-майор Л.Голліс та генерал Г. Ісмей (праворуч). 7 травня 1945

4 липня Е. Каннінгем віддав наказ про початок проведення операції «Хаскі» в ніч на 9 липня. За добу до її початку Д. Ейзенхауер з Е. Каннінгемом і штабом попрямували на Мальту, звідкіля організували керівництво діями флоту. Через погану погоду противник не очікував висадки. На ділянках висадки морського десанту британців опір з боку італійців виявився слабким, і до вечора 10 липня британські війська закріпилися на березі, захопили Сиракузи, а 13 липня Аугусту — незабаром обидва порти вже приймали судна союзників. Американці ж зустріли більший опір, проте 22 липня захопили Палермо і попрямували на Мессіну. В умовах активності німецької авіації і підводних човнів Е. Каннінгем відзначав, що
…тривале перебування на якорі такої великої кількості кораблів поблизу ворожого берега при настільки малих втратах межує з дивом.
Коли противник чинив шалений опір наступаючим до Катанії британським військам, адмірал викликав з Мальти лінкор «Ворспайт», який вогнем гармат головного калібру підтримав наступ. Флотоводець був готовий висадити десант у тил противника, але Б. Монтгомері двічі відмовлявся від цього і волів наступати далеко від моря. В результаті супротивника не розгромили, а попросту витіснили з Сицилії.
21 липня, за результатами успішного проведення вторгнення на Сицилію, Об'єднаний комітет начальників штабів союзників ухвалив рішення, що наступний десант буде в Італії, в Салерно, на південь від Неаполя, тоді як 8-ма армія Б.Монтгомері мала форсувати Мессінську протоку. До початку вересня було завершено зосередження військ і суден. Адміралтейство турбувало, чи вистачить у Е. Каннінгема сил, щоб забезпечити війська у Салерно. 1 вересня адмірал призначив днем висадки 9 вересня, а 3 вересня, не зустрічаючи опору, армія Б. Монтгомері форсувала Мессінську протоку і почала просування вглиб території Італії до Неаполя.
8 вересня 1943 року на основі підписаного у невеличкому італійському селищі Кассіблі (Сиракуза, Сицилія) перемир'я було оголошено про беззастережну капітуляцію Італійського королівства. Е. Каннінгем віддав розпорядження кораблям італійського флоту вийти зі Спеції й вирушати на південь за визначеним маршрутом. 9 вересня 3 лінкори у супроводі 6 крейсерів і есмінців вийшли на Мальту, але загайка адмірала К. Бергаміні дозволила німецьким бомбардувальникам Do 217 атакувати і потопити радіокерованими протикорабельними ракетами Fritz X лінкор «Рома». Решта італійського флоту була зустрінута і супроводжена на Мальту британськими кораблями, котрі послав Е. Каннінгем. Туди ж конвоювали і флот з Таранто.

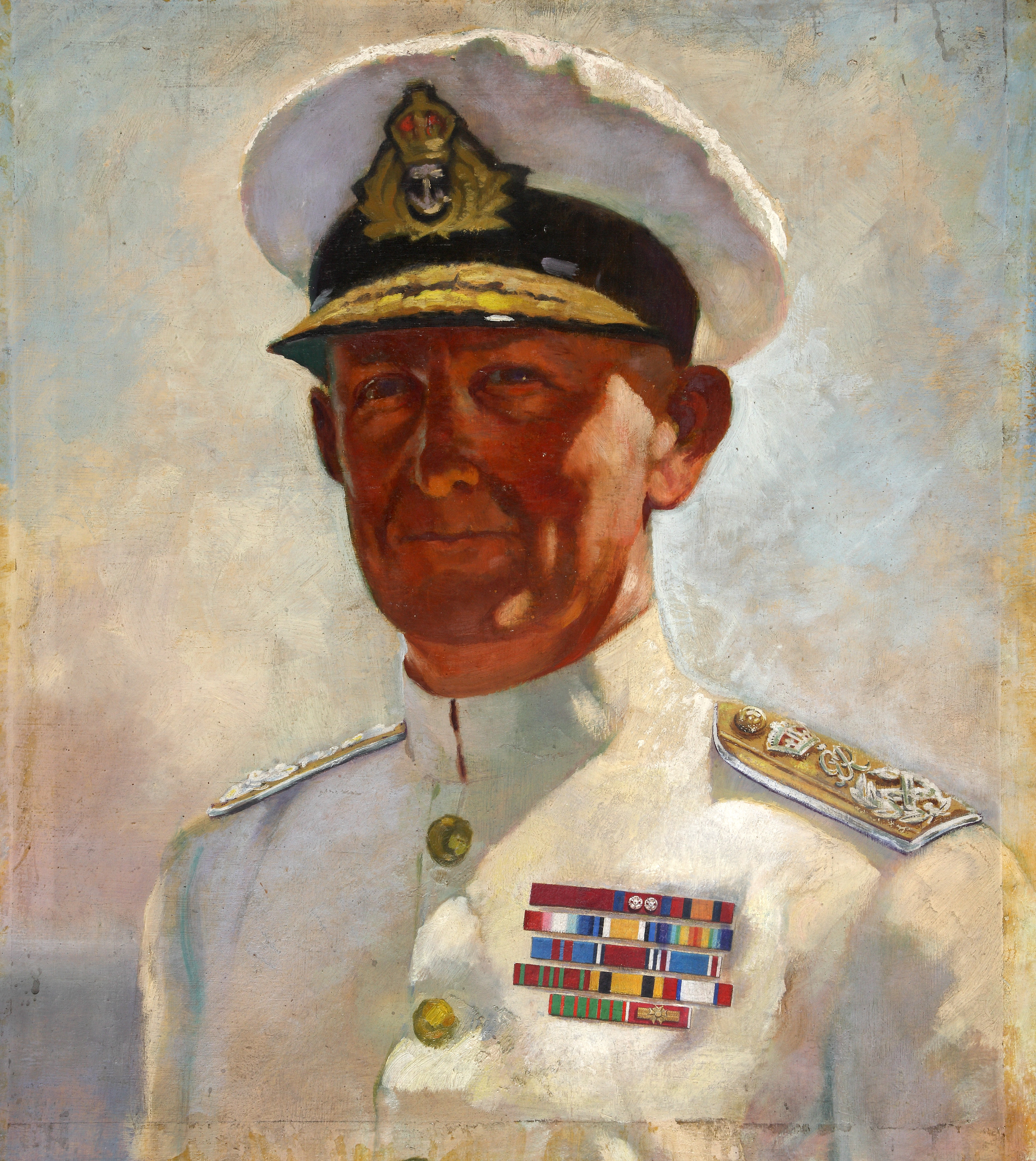
Портрет адмірала Е.Каннінгема. 1943

Адмірал доповідав Британському адміралтейству:
Радий повідомити Їх лордству, що італійський лінійний флот тепер стоїть під прицілом гармат фортеці Мальта".
Не гаючи часу, британські кораблі зайняли Таранто, потім Бриндізі й інші порти, необхідні для постачання військ в Італії та подальших дій на комунікаціях. 9 вересня висадка біля Салерно пройшла успішно, але далі війська зустріли наполегливий опір німецького вермахту. За запитом адмірала Г. Г'юїтта Е. Каннінгем направив з Мальти лінійні кораблі, які вогнем допомагали розширити плацдарм американським військам. Завдяки артобстрілу спроба німецького контрудару була зірвана.
У жовтні 1943 року, адмірал флоту Е. Каннінгем призначений першим морським лордом Британського адміралтейства та начальником військово-морського штабу Об'єднаного королівства, невдовзі після смерті адмірала сера Д. Паунда. На своє місце — командувачем Середземноморського флоту — він запропонував однофамільця адмірала Дж. Каннінгема.

#### 1944—1945
В новій посаді Е.Каннінгем, як член Комітету начальників штабів, ніс повну відповідальність за застосування усього британського Королівського флоту на усіх театрах війни; за стратегічне планування операцій флоту та брав участь у багатьох міжнародних конференціях у Каїрі, Тегерані, Ялті та Потсдамі.
9 січня 1945 року Каннінгем став лицарем ордену Будяка, а у серпні того ж року отримав титул барон Каннінгем Гайндгоупський. По завершенні Другої світової війни, адмірал збирався у відставку, але залишився ще на час переведення флоту на мирні рейки. Після виборів 1945 року та призначення К.Еттлі прем'єр-міністром Великої Британії, на плечі Е.Каннінгема покладалися питання значного скорочення ВМС, зменшення бюджету на військові видатки й поступова трансформація особового складу Королівського флоту в життя без війни. Як він сам особисто з часом висловлювався,
Ми дуже скоро з'ясували, наскільки простіше було вести війну, ніж реорганізуватися на мирний час".

### Звільнення та цивільне життя
У жовтні 1945 року Е.Каннінгем був обраний ректором Единбурзького університету. У січні 1946 року барон Е.Каннінгем удостоєний титулу віконта. Наприкінці травня того ж року, він пішов у відставку з посади першого морського лорда й оселився разом з дружиною в невеличкому містечку Бішопз Волтем (англ. Bishop's Waltham) у Гемпширі. На пенсії він не залишався без справи, зрідка відвідував Палату лордів й іноді публічно висловлювався за питаннями стосовно Королівського флоту.
У цей час він перебував на різних посадах: у 1950 і 1952 роках був лордом Верховним комісаром у Генеральній асамблеї церкви Шотландії. 2 червня 1953 року відставний адмірал флоту був удостоєний честі стати лордом-розпорядником коронації Єлизавети II.
Через 10 років, 12 червня 1963 року Ендрю Браун Каннінгем помер у Лондоні у віці 80 років та був похований у морі поблизу Портсмута. Адмірал не мав дітей у своєму шлюбі, отже його титули згодом після його смерті були анульовані.